# سيمانس (ساسكاتشوان)
سيمانس (بالإنجليزية: Semans, Saskatchewan)‏ هي قرية تقع في كندا في ساسكاتشوان. يقدر عدد سكانها بـ 204 نسمة ومساحتها 1.14 كم2 وترتفع عن سطح البحر 558 متر.

## المناخ
يظهر الجدول التالي التغييرات المناخية على مدار السنة لسيمانس:
| البيانات المناخية لـسيمانس        | البيانات المناخية لـسيمانس | البيانات المناخية لـسيمانس | البيانات المناخية لـسيمانس | البيانات المناخية لـسيمانس | البيانات المناخية لـسيمانس | البيانات المناخية لـسيمانس | البيانات المناخية لـسيمانس | البيانات المناخية لـسيمانس | البيانات المناخية لـسيمانس | البيانات المناخية لـسيمانس | البيانات المناخية لـسيمانس | البيانات المناخية لـسيمانس | البيانات المناخية لـسيمانس |
| الشهر                             | يناير                      | فبراير                     | مارس                       | أبريل                      | مايو                       | يونيو                      | يوليو                      | أغسطس                      | سبتمبر                     | أكتوبر                     | نوفمبر                     | ديسمبر                     | المعدل السنوي              |
| --------------------------------- | -------------------------- | -------------------------- | -------------------------- | -------------------------- | -------------------------- | -------------------------- | -------------------------- | -------------------------- | -------------------------- | -------------------------- | -------------------------- | -------------------------- | -------------------------- |
| الدرجة القصوى °م (°ف)             | 7 (45)                     | 12.8 (55.0)                | 20.5 (68.9)                | 32.8 (91.0)                | 37.8 (100.0)               | 40 (104)                   | 42.2 (108.0)               | 41.1 (106.0)               | 35.6 (96.1)                | 31.7 (89.1)                | 21.1 (70.0)                | 13.3 (55.9)                | 42.2 (108.0)               |
| متوسط درجة الحرارة الكبرى °م (°ف) | −11.5 (11.3)               | −8.5 (16.7)                | −0.9 (30.4)                | 10.4 (50.7)                | 18.5 (65.3)                | 22.7 (72.9)                | 24.8 (76.6)                | 24.3 (75.7)                | 17.5 (63.5)                | 10.5 (50.9)                | −1.8 (28.8)                | −9.7 (14.5)                | 8 (46)                     |
| المتوسط اليومي °م (°ف)            | −16.8 (1.8)                | −13.7 (7.3)                | −5.8 (21.6)                | 4.4 (39.9)                 | 11.8 (53.2)                | 16.2 (61.2)                | 18.2 (64.8)                | 17.4 (63.3)                | 11.1 (52.0)                | 4.5 (40.1)                 | −6.3 (20.7)                | −14.6 (5.7)                | 2.2 (36.0)                 |
| متوسط درجة الحرارة الصغرى °م (°ف) | −22.1 (−7.8)               | −18.8 (−1.8)               | −10.6 (12.9)               | −1.7 (28.9)                | 5 (41)                     | 9.7 (49.5)                 | 11.5 (52.7)                | 10.5 (50.9)                | 4.6 (40.3)                 | −1.6 (29.1)                | −10.7 (12.7)               | −19.5 (−3.1)               | −3.6 (25.5)                |
| أدنى درجة حرارة °م (°ف)           | −44.4 (−47.9)              | −45 (−49)                  | −38.9 (−38.0)              | −28.9 (−20.0)              | −12.2 (10.0)               | −5 (23)                    | −1.1 (30.0)                | −5 (23)                    | −13.9 (7.0)                | −23.5 (−10.3)              | −33.5 (−28.3)              | −43.5 (−46.3)              | −45 (−49)                  |
| الهطول مم (إنش)                   | 20.6 (0.81)                | 15.1 (0.59)                | 17.3 (0.68)                | 21.2 (0.83)                | 46.7 (1.84)                | 67.8 (2.67)                | 74.3 (2.93)                | 45.4 (1.79)                | 35.5 (1.40)                | 22.2 (0.87)                | 19 (0.7)                   | 26.2 (1.03)                | 411.3 (16.19)              |
| المصدر: Environment Canada        |                            |                            |                            |                            |                            |                            |                            |                            |                            |                            |                            |                            |                            |

## أعلام
- غوردون غراي كوري